# Egipt na Letnich Igrzyskach Olimpijskich 1952
Egipt na Letnich Igrzyskach Olimpijskich 1952 reprezentowało 106 sportowców w 14 dyscyplinach.

## Medale
| Medal | Zawodnik              | Dyscyplina sportowa | Konkurencja |
| ----- | --------------------- | ------------------- | ----------- |
| Brąz  | Abdel Ahmed Al-Rashid | Zapasy              |             |

## Wyniki

### Boks
- Fathi Ali Abdel Rahman
- Ibrahim Abdrabbou
- Abdel Hamid El-Hamaky
- Ahmed El-Minabawi
- Mohamed El-Minabawi
- Moustafa Fahim
- Salah El-Din Fatih

### Gimnastyka
- Ahmed Issam Allam
- Ali Zaky Attia
- Ahmed Khalil El-Giddawi
- Magdy Gheriani
- Mohamed Sayed Hamdi
- Mahmoud Mohamed Reda
- Mahmoud Safwat
- Ragai Youssef

### Jeździectwo
- Gamal El-Din Haress
- Mohamed Khairy
- Mohamed Selim Zaki

### Koszykówka
- Youssef Abbas
- Youssef Mohamed Abou Ouf
- Mohamed Medhat Bahgat
- Armand Catafago
- George Chalhoub
- Fouad Abdel Meguid El-Kheir
- Mohamed El-Rashidy
- Zaki Harari
- Abdel Rahman Hafez Ismail
- Sami Mansour
- Hussain Kamal Montassir
- Fahmy Raymond Sabounghi
- Albert Fahmy Tadros
- Medhat Mohamed Youssef

### Lekkoatletyka
- Hassan Abdel Fattah
- Fawzi Chaaban
- Gamal El-Din El-Sherbini
- William Fahmy Hanna
- Youssef Ali Omar
- Emad El-Din Shafei
- Fouad Yazgi

### Piłka nożna
- El-Sayed Al-Tabei
- Hamza Ali
- Hanafy Bastan
- Kamal El-Far
- Alaa El-Hamouly
- Abdel Galil Hemueda
- Mohamed Kabil
- Ahmed Mekkawi
- Moussa Mohamed
- Sayed Mohamed
- Ahmed Rashed
- Fouad Ahmed Sedki

### Piłka wodna
- Dorri El-Said
- Abdel Aziz El-Shafei
- Omar Sabry Abbas
- Galal El-Din Abdel Meguid Abou El-Kheir
- Taha Youssef El-Gamal
- Salah El-Din El-Sahrawi
- Samir Ahmed Gharbo
- Jack Hakim
- Mohamed Abdel Aziz Khalifa
- Ahmed Fouad Nessim

### Pływanie
- Awad Moukhtar Halloudah
- Dorri El-Said
- Abdel Aziz El-Shafei

### Podnoszenie ciężarów
- Mohamed Ali Abdel Kerim
- Abdel Khadr El-Sayed El-Touni
- Khalifa Said Gouda
- Kamal Mahmoud Mahgoub
- Ismail Ragab
- Mohamed Ibrahim Saleh

### Skok do wody
- Mohamed Fakhry Abbas
- Ahmed Kamel Aly
- Ahmed Fathi Mohamed Hashad
- Kamal Ali Hassan

### Strzelectwo
- Mohamed Ahmed Aly
- Saad El-Din El-Shorbagui
- Youssef Fares
- Seifollah Ghaleb
- Ahmed Hamdy
- Antoine Shousha

### Szermierka
- Osman Abdel Hafeez
- Mohamed Abdel Rahman
- Farid Abou-Shadi
- Salah Dessouki
- Mohamed Ali Riad
- Hassan Tawfik
- Mahmoud Younes
- Mohamed Zulficar

### Wioślarstwo
- Mohamed Anwar
- Hussein El-Alfy
- Ibrahim El-Attar
- Mamdooh El-Attar
- Albert Selim El-Mankabadi
- Mohamed El-Sahrawi
- Mohamed El-Sayed
- Ali Tawfik Youssif

### Zapasy
- Abdel Ahmed Al-Rashid
- Mohamed Badr
- Mohamed Abdel Hamid El-Ward
- Abdel Fattah Essawi
- Mahmoud Omar Fawzy
- Ali Mahmoud Hassan
- Kamal Hussain
- Mohamed Abdul Ramada Hussain
- Mohamed Hassan Moussa
- Adel Ibrahim Moustafa
- Mohamed Ahmed Osman
- Sayed Hafez Shehata